# A Lyga 2024
La A Lyga 2024 fue la 35.ª edición de la máxima categoría del fútbol de Lituania. Comenzó el 1 de marzo y finalizó el 9 de noviembre de 2024.
El Panevėžys comenzó la temporada como vigente campeón.

## Formato
Los diez equipos participantes jugaron entre sí todos contra todos cuatro veces totalizando 36 partidos cada uno. Al término de la fecha 36 el primer clasificado fue declarado campeón y obtuvo un cupo para la primera ronda de la Liga de Campeones 2025-26, mientras que el segundo y tercer clasificados consiguieron un cupo para la primera ronda de la Liga Europa Conferencia 2025-26
Un tercer cupo para la primera ronda de la Liga Conferencia 2025-26 fue asignado al campeón de la Copa de Lituania.

## Relevos
| Pos  | Descendidos de A Lyga |
| ---- | --------------------- |
| 10.º | Riteriai              |

| Pos | Ascendidos de I Lyga |
| --- | -------------------- |
| 1.º | Transinvest          |

## Localización
| Provincia de Kaunas      | 2 | Hegelmann, Kauno Žalgiris | Šiauliai Panevėžys Džiugas Dainava Kauno Ž. Hegelmann Sūduva Banga Transinvest Žalgiris |
| Provincia de Vilna       | 2 | Transinvest, Žalgiris     | Šiauliai Panevėžys Džiugas Dainava Kauno Ž. Hegelmann Sūduva Banga Transinvest Žalgiris |
| Provincia de Marijampolė | 1 | Sūduva                    | Šiauliai Panevėžys Džiugas Dainava Kauno Ž. Hegelmann Sūduva Banga Transinvest Žalgiris |
| Provincia de Panevėžys   | 1 | Panevėžys                 | Šiauliai Panevėžys Džiugas Dainava Kauno Ž. Hegelmann Sūduva Banga Transinvest Žalgiris |
| Provincia de Šiauliai    | 1 | Šiauliai                  | Šiauliai Panevėžys Džiugas Dainava Kauno Ž. Hegelmann Sūduva Banga Transinvest Žalgiris |
| Provincia de Telšiai     | 1 | Džiugas                   | Šiauliai Panevėžys Džiugas Dainava Kauno Ž. Hegelmann Sūduva Banga Transinvest Žalgiris |
| Provincia de Alytus      | 1 | Dainava                   | Šiauliai Panevėžys Džiugas Dainava Kauno Ž. Hegelmann Sūduva Banga Transinvest Žalgiris |
| Provincia de Klaipėda    | 1 | Banga                     | Šiauliai Panevėžys Džiugas Dainava Kauno Ž. Hegelmann Sūduva Banga Transinvest Žalgiris |

## Equipos participantes
| Equipo         | Ciudad      | Estadio                         | Capacidad |
| -------------- | ----------- | ------------------------------- | --------- |
| Banga          | Gargždai    | Estadio Gargždai                | 2323      |
| Dainava        | Alytus      | Estadio Alytus                  | 3726      |
| Džiugas        | Telšiai     | Estadio Central de Telšiai      | 2400      |
| Hegelmann      | Kaunas      | LFF Kaunas                      | 500       |
| Kauno Žalgiris | Kaunas      | Estadio S. Darius y S. Girėnas  | 15 000    |
| Panevėžys      | Panevėžys   | Estadio Aukštaitija             | 6600      |
| Šiauliai       | Šiauliai    | Estadio Municipal (Savivaldybė) | 4000      |
| Sūduva         | Marijampolė | Estadio Sūduva                  | 6250      |
| Transinvest    | Vilna       | Estadio Širvintų                | 1000      |
| Žalgiris       | Vilna       | Estadio LFF                     | 5067      |

## Clasificación
| Pos. | Equipo          | Pts. | PJ | G  | E  | P  | GF | GC | Dif. | Clasificación                         |
| ---- | --------------- | ---- | -- | -- | -- | -- | -- | -- | ---- | ------------------------------------- |
| 1    | Žalgiris (C)    | 79   | 36 | 24 | 7  | 5  | 76 | 31 | +45  | Primera ronda de la Liga de Campeones |
| 2    | Hegelmann       | 67   | 36 | 19 | 10 | 7  | 60 | 40 | +20  | Primera ronda de la Liga Conferencia  |
| 3    | Kauno Žalgiris  | 54   | 36 | 15 | 9  | 12 | 43 | 40 | +3   | Primera ronda de la Liga Conferencia  |
| 4    | Dainava         | 45   | 36 | 12 | 9  | 15 | 33 | 40 | −7   |                                       |
| 5    | Banga           | 43   | 36 | 10 | 13 | 13 | 37 | 46 | −9   | Primera ronda de la Liga Conferencia  |
| 6    | Džiugas         | 42   | 36 | 11 | 9  | 16 | 33 | 48 | −15  |                                       |
| 7    | Šiauliai        | 42   | 36 | 10 | 12 | 14 | 39 | 50 | −11  |                                       |
| 8    | Panevėžys       | 41   | 36 | 9  | 14 | 13 | 34 | 40 | −6   |                                       |
| 9    | Sūduva (O)      | 39   | 36 | 9  | 12 | 15 | 33 | 38 | −5   | Promoción por la permanencia          |
| 10   | Transinvest (D) | 38   | 36 | 11 | 5  | 20 | 35 | 50 | −15  | Descenso a la I Lyga                  |

Actualizado a los partidos jugados el 9 de noviembre de 2024.
 Fuente: A Lyga
Criterios de clasificación: Puntos · Desempate por campeonato · Enfrentamientos directos · Diferencia de goles en enfrentamientos directos · Partidos ganados en enfrentamientos directos · Diferencia de gol · Goles a favor · Partidos ganados · Puntos fair-play · Sorteo.

## Resultados
| Local \ Visitante | BAN | DAI | DZI | HEG | KAU | PAN | SIA | SUD | TRA | ZAL |
| ----------------- | --- | --- | --- | --- | --- | --- | --- | --- | --- | --- |
| Banga             |     | 0–3 | 0–2 | 2–4 | 1–1 | 2–0 | 0–1 | 0–0 | 2–0 | 1–4 |
| Dainava           | 2–2 |     | 0–0 | 0–2 | 0–0 | 0–0 | 2–2 | 0–1 | 1–0 | 0–1 |
| Džiugas           | 1–1 | 2–1 |     | 0–0 | 0–1 | 0–0 | 2–1 | 1–0 | 2–0 | 0–4 |
| Hegelmann         | 2–2 | 0–1 | 2–1 |     | 0–1 | 4–2 | 2–2 | 3–2 | 2–3 | 0–0 |
| Kauno Žalgiris    | 0–3 | 1–0 | 3–0 | 1–2 |     | 0–1 | 2–1 | 2–1 | 2–1 | 0–1 |
| Panevėžys         | 0–1 | 0–0 | 2–2 | 0–2 | 0–0 |     | 2–0 | 1–0 | 1–1 | 1–2 |
| Šiauliai          | 0–0 | 1–0 | 3–3 | 1–1 | 2–1 | 1–1 |     | 0–1 | 0–1 | 1–2 |
| Sūduva            | 1–0 | 0–1 | 0–1 | 0–1 | 2–2 | 1–0 | 0–0 |     | 0–1 | 1–1 |
| Transinvest       | 0–1 | 0–2 | 0–1 | 1–2 | 3–2 | 3–0 | 1–3 | 0–2 |     | 1–3 |
| Žalgiris          | 2–2 | 4–0 | 3–1 | 1–3 | 1–0 | 2–1 | 3–0 | 3–3 | 2–0 |     |

| Local \ Visitante | BAN | DAI | DZI | HEG | KAU | PAN | SIA | SUD | TRA | ZAL |
| ----------------- | --- | --- | --- | --- | --- | --- | --- | --- | --- | --- |
| Banga             |     | 0–3 | 0–0 | 1–1 | 1–1 | 2–3 | 4–1 | 1–0 | 1–1 | 0–2 |
| Dainava           | 3–1 |     | 3–1 | 0–1 | 0–1 | 1–1 | 3–2 | 0–3 | 0–1 | 0–5 |
| Džiugas           | 0–2 | 0–2 |     | 0–2 | 2–3 | 3–3 | 2–2 | 1–0 | 0–3 | 1–0 |
| Hegelmann         | 3–0 | 1–2 | 1–0 |     | 1–1 | 2–2 | 0–0 | 2–1 | 4–1 | 3–1 |
| Kauno Žalgiris    | 1–1 | 0–1 | 0–1 | 4–1 |     | 0–0 | 2–1 | 2–4 | 2–0 | 1–0 |
| Panevėžys         | 0–1 | 2–0 | 1–0 | 0–1 | 1–2 |     | 1–3 | 0–0 | 2–1 | 0–0 |
| Šiauliai          | 0–0 | 0–0 | 0–3 | 3–1 | 1–0 | 2–1 |     | 2–1 | 1–0 | 1–3 |
| Sūduva            | 2–0 | 0–0 | 2–1 | 0–1 | 1–1 | 1–3 | 0–0 |     | 0–0 | 1–1 |
| Transinvest       | 0–1 | 2–1 | 3–0 | 3–2 | 0–3 | 0–0 | 2–0 | 2–2 |     | 0–1 |
| Žalgiris          | 2–1 | 3–1 | 2–1 | 1–1 | 5–0 | 2–4 | 3–1 | 4–0 | 2–0 |     |

## Promoción por la permanencia
| 17 de noviembre de 2024 | Be1 NFA                           | 2:1 (1:0) | Sūduva             | Estadio Central de Jonava, Jonava |                             |
| 14:30 (UTC +2)          | Majeed Issah 13' · Josué Doké 79' | Reporte   | Motiejus Burba 78' | Árbitro(s): Donatas Šimėnas       | Árbitro(s): Donatas Šimėnas |

| 23 de noviembre de 2024       | Sūduva             | 1:0 (0:0) (4:2 p.)(Global 2:2) | Be1 NFA | Estadio Sūduva, Marijampolė    |                                |
| 15:00 (UTC +2)                | Steve Lawson 90+4' | Reporte                        |         | Árbitro(s): Robertas Valikonis | Árbitro(s): Robertas Valikonis |
| Sūduva permanece en la A Lyga |                    |                                |         |                                |                                |

## Máximos goleadores
Actualizado el 9 de noviembre de 2024.
| Pos. | Jugador               | Club        | Goles |
| ---- | --------------------- | ----------- | ----- |
| 1    | Liviu Antal           | Žalgiris    | 20    |
| 2    | Dāvis Ikaunieks       | Šiauliai    | 18    |
| 3    | Henrique Devens       | Transinvest | 16    |
| 4    | Giedrius Matulevičius | Žalgiris    | 11    |
| 4    | Nino Noordanus        | Džiugas     | 11    |